# Washington (Kansas)
Washington è una città degli Stati Uniti d'America e la sede della contea di Washington nello Stato del Kansas.

## Storia
Washington è stata fondata nella primavera del 1860 e nello stesso anno nominato capoluogo.
Fino alla fine della guerra civile americana è stata protetta da due edifici Stockaded, il Washington Company House e il Woolbert Stockade Hotel.

## Geografia fisica
Secondo lo United States Census Bureau, la città ha una superficie totale di 2,36 km², di cui 2,25 km² è terra e 0,10 km2  è acqua.